# 少年時代 (小説)
『少年時代』（しょうねんじだい）は、池永陽の小説。2006年に双葉社から刊行された。これを原作としたテレビドラマも製作された。

## テレビドラマ
『東海テレビ開局50周年記念』番組として、東海テレビ制作・フジテレビ系列で2009年6月21日の16:05 - 17:20（JST）に放送された。昭和40年代の岐阜県郡上八幡を舞台としたテレビドラマ。

### キャスト
- 畑中良平：小林廉
- 榊原美樹：佐藤江梨子
- 可児正太：五十畑哉耶
- 武藤博信：川村悠椰
- 杉本達夫：佐野剛基
- 伊藤小夜子：金澤美穂
- 早見雪野：伊藤梨沙子
- 畑中志保子：村川絵梨
- 畑中和子：熊谷真実 （友情出演）
- 橋バア：山田昌 （特別出演）
- 大倉先生：坂本昌行

### スタッフ
- 企画：鶴啓二郎（東海テレビ）
- 音楽：KOBUDO -古武道-
- 脚本：矢島正雄
- 美術協力：Victor・JVC
- 協力：東通、ティエルシー、タムコ、サウンドシップ、エヌエスエル、TAC、高橋レーシング、講談社
- 音楽協力：日音、クリーク
- プロデュース：服部宣之（東海テレビ）、中津留誠（アニマ21）
- 演出：富田勝典（アニマ21）
- 制作著作：東海テレビ、アニマ21